# Костюченко Марія Прохорівна
Марія Прохорівна Костюченко (1911, тепер Чернігівська область — ?) — українська радянська діячка, бригадир жіночої тракторної бригади Семенівської МТС Чернігівської області. Депутат Верховної Ради СРСР 1-го скликання.

## Життєпис
Народилася в селянській родині. Освіта початкова. У 1930 році вступила до комсомолу.
У 1930—1933 роках — колгоспниця колгоспу імені Комінтерну Семенівського району Чернігівської області.
З 1933 року працювала трактористкою Семенівської машинно-тракторної станції (МТС) на Чернігівщині.
З 1936 року — бригадир жіночої тракторної бригади Семенівської машинно-тракторної станції (МТС) селища Семенівки Семенівського району Чернігівської області.
Кандидат у члени ВКП(б) з 1937 року.

## Нагороди
- орден Леніна (30.12.1935)
- медалі